# Overval op de Bank of America op 14 januari 1998

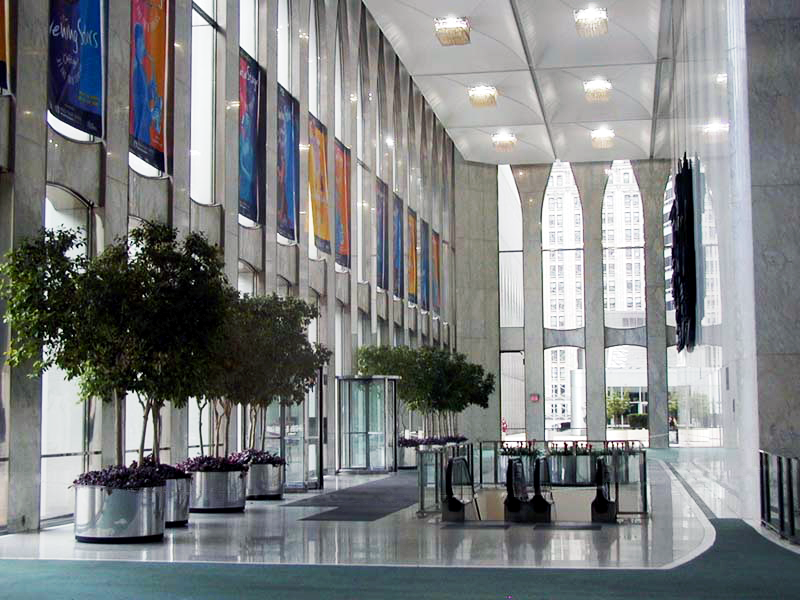
Lobby van de North Tower van het World Trade Center in 2000; in The Mall at the World Trade Center onder de lobby was het filiaal van de Bank of America gesitueerd

De overval op de Bank of America op 14 januari 1998 was een bankroof in het kantoor van de financiële instelling Bank of America onder de North Tower van het World Trade Center in New York. Ralph Guarino en drie kompanen stalen $ 1,6 miljoen uit de kluis.

## Voorbereiding
Ralph Guarino, die behalve crimineel ook acteur was, en drie vrienden bereidden de roof voor; Richie Gillette, toen 39 jaar, evenals zijn vrienden Melvin Folk, toen 44 jaar, en Mike Reed, toen 34 jaar. Ze hadden kennis over het kantoor verzameld via een werknemer van het World Trade Center; dit zou Salvatore Calciano zijn geweest.

## Uitvoering
In de ochtend van woensdag 14 januari 1998 bracht het viertal hun plan ten uitvoer. Omstreeks 8:30 uur parkeerden ze hun busje voor het World Trade Center en begonnen een paar zakken geld te lossen. Richie Gilette zou een skimasker hebben gedragen. Ze maakten $ 1,6 miljoen buit, en verlieten het World Trade Center om 8:45 uur.

## Na de overval
In de nasleep van de overval keerden Folk en Reed terug naar huis, maar ze werden geïdentificeerd en gevangen genomen. Gillette werd ondervraagd door de beveiliging nadat hij een Amtrak-trein was ingestapt, maar de man werd dus nog niet meteen gearresteerd. Twee dagen later werd hij alsnog gearresteerd in Albuquerque, New Mexico, om 20:30 uur. De FBI geloofde niet dat de drie alleen hadden gehandeld en begon te zoeken naar een mogelijk brein achter de roof. Guarino had verschillende ideeën om van het geld af te komen, maar slaagde er uiteindelijk niet in deze plannen uit te voeren omdat FBI-agenten hem in zijn huis op Staten Island arresteerden. 
Vijf jaar na zijn aanhouding besloot Guarino om als informant te gaan werken voor de FBI, dat een onderzoek voerde naar de maffiafamilie DeCalvente.